# 喬安·古德
喬安·關朵琳·「喬」·古德，MBE（Joanne Gwendoline "Jo" Goode，1972年11月17日—），娘家姓萊特，出生於哈洛，是一位英格蘭女子羽球退役運動員。
喬安·古德在2000年奧運會上與賽門·阿切爾一起參加羽球比賽，並獲得銅牌。她還搭配唐娜·凱洛格參加女子雙打比賽，在四分之一決賽中輸給了高崚和秦藝源。
阿切爾和古德在1998年和2002年的大英國協運動會上兩次獲得金牌。